# Gonostoma atlanticum
Gonostoma atlanticum is een straalvinnige vissensoort uit de familie van de borstelmondvissen (Gonostomatidae). De wetenschappelijke naam van de soort is voor het eerst geldig gepubliceerd in 1930 door Norman.